# سرخس سخت
سرخس سخت(نام علمی: Blechnum gibbum) نام یک گونه از subkingdom آوندداران است.